# Zoophthorus stimulator
Zoophthorus stimulator är en stekelart som först beskrevs av Aubert 1982.  Zoophthorus stimulator ingår i släktet Zoophthorus och familjen brokparasitsteklar. Inga underarter finns listade i Catalogue of Life.